# Synelasma scincus
Synelasma scincus är en skalbaggsart som beskrevs av Francis Polkinghorne Pascoe 1865. Synelasma scincus ingår i släktet Synelasma och familjen långhorningar. Inga underarter finns listade i Catalogue of Life.